# CEF-Zellen
CEF-Zellen (chicken embryo fibroblast) sind eine Mischung von Zelltypen aus embryonierten Hühnereiern, die unter anderem zur Herstellung von Impfstoffen verwendet werden, z. B. Pockenimpfstoffen, Mumpsimpfstoffen und FSME-Impfstoffen.

## Eigenschaften
CEF-Zellen sind primäre Zellen, die aus embryonierten Hühnereiern gewonnen werden. Im Gegensatz zu Zelllinien zur Impfstoffproduktion stellt die Versorgung mit embryonierten Hühnereiern eine Limitierung in der Skalierbarkeit bei der Impfstoffherstellung dar. CEF-Zellen werden frisch präpariert, in Zellkultur bis kurz vor die Konfluenz kultiviert und anschließend mit dem jeweiligen Virusimpfstamm infiziert. Nach einigen Tagen (je nach Virus) werden die Zellen aufgeschlossen und die Viren isoliert. Anschließend werden die Viren (je nach Impfstofftyp) eventuell inaktiviert.
DF1-Zellen sind eine immortalisierte Zelllinie aus CEF-Zellen.